# Speedcar-Series-Saison 2008

Das Logo der Speedcar Series

Die Speedcar-Series-Saison 2008 war die erste Saison der Speedcar Series und fand im Frühjahr 2008 im asiatischen Raum statt. Meister wurde Johnny Herbert.

## Fahrer
| Team                   | Nr. | Fahrer                |
| ---------------------- | --- | --------------------- |
| Speedcar Team          | 06  | Ukyo Katayama         |
| Speedcar Team          | 07  | Stefan Johansson      |
| Speedcar Team          | 09  | Alex Yoong            |
| Speedcar Team          | 10  | Gianni Morbidelli     |
| Speedcar Team          | 18  | Ananda Mikola         |
| Speedcar Team          | 27  | Jean Alesi            |
| Speedcar Team          | 50  | Marchy Lee            |
| Speedcar Team          | 69  | Johnny Herbert        |
| Speedcar Team          | 90  | JJ Lehto              |
| Speedcar Team          | 96  | Jacques Villeneuve    |
| Phoenix Racing         | 08  | Uwe Alzen             |
| Phoenix Racing         | 80  | Klaus Ludwig          |
| Phoenix Racing         | 80  | Christian Danner      |
| Phoenix Racing         | 80  | Heinz-Harald Frentzen |
| Team First Centreville | 17  | Fabien Giroix         |
| Team First Centreville | 71  | Nicolas Navarro       |
| Union Properties       | 20  | David Terrien         |
| Union Properties       | 85  | Hasher Al Maktoum     |
| GPC Squadra Corse      | 21  | Mathias Lauda         |
| Moreno Suprapto        | 36  | Moreno Suprapto       |

## Rennkalender
| Nr. | Datum       | Land / Strecke                | Sieger            |
| --- | ----------- | ----------------------------- | ----------------- |
| *   | 25. Januar  | Dubai Autodrome               | Gianni Morbidelli |
| *   | 26. Januar  | Dubai Autodrome               | Gianni Morbidelli |
| 1   | 16. Februar | Sentul                        | Jean Alesi        |
| 2   | 17. Februar | Sentul                        | Uwe Alzen         |
| 3   | 21. März    | Sepang                        | Jean Alesi        |
| 4   | 22. März    | Sepang                        | Uwe Alzen         |
| 5   | 4. April    | Bahrain International Circuit | David Terrien     |
| 6   | 5. April    | Bahrain International Circuit | Gianni Morbidelli |
| 7   | 11. April   | Dubai Autodrome               | Johnny Herbert    |
| 8   | 12. April   | Dubai Autodrome               | Johnny Herbert    |

* Ohne Meisterschaftspunkte
Das erste offizielle Speedcar Rennen wurde von Gianni Morbidelli gewonnen. Dieser konnte von der Pole aus startend seinen Vorsprung über die 20 Runden Renndistanz kontinuierlich auf acht Sekunden ausbauen. Uwe Alzen, der erst wenige Tage vor dem Auftakt der Meisterschaft überhaupt seine Teilnahme zugesagt und am Morgen die ersten Runden in einem Speedcar absolviert hatte, wurde überraschend Zweiter.
Im zweiten Lauf des Wochenendes am Samstag stand Stefan Johansson auf der Pole. Er war Achter im ersten Lauf geworden, und die Speedcar-Regeln schreiben diese Umkehrung der Startreihenfolge vor. In der 18. Runde schied Nicolas Navarro, der bis zu diesem Moment führte, wegen eines technischen Problems aus. Somit war der Weg zum Sieg für Morbidelli frei, diesmal aber direkt gefolgt von Lauda.
2007 wurden bereits zwei Veranstaltungen mit Demorennen abgehalten: Am 3. November auf dem Bahrain International Circuit und am 17. November auf dem Dubai Autodrome. Darüber hinaus waren noch weitere Punktrennen im Jahre 2007 geplant, die jedoch nicht gefahren wurden, da die Planungen noch nicht abgeschlossen waren und das Teilnehmerfeld noch zu klein war.